# جوها ك. تابيو
جوها ك. تابيو (بالفنلندية: Juha K. Tapio)‏ هو كاتب خيال علمي ومؤلف فنلندي، ولد في 17 أكتوبر 1957.